# Ithomiola florella
Ithomiola florella är en fjärilsart som beskrevs av Hans Ferdinand Emil Julius Stichel 1915. Ithomiola florella ingår i släktet Ithomiola och familjen Riodinidae. Inga underarter finns listade i Catalogue of Life.